# 大阪市營地下鐵

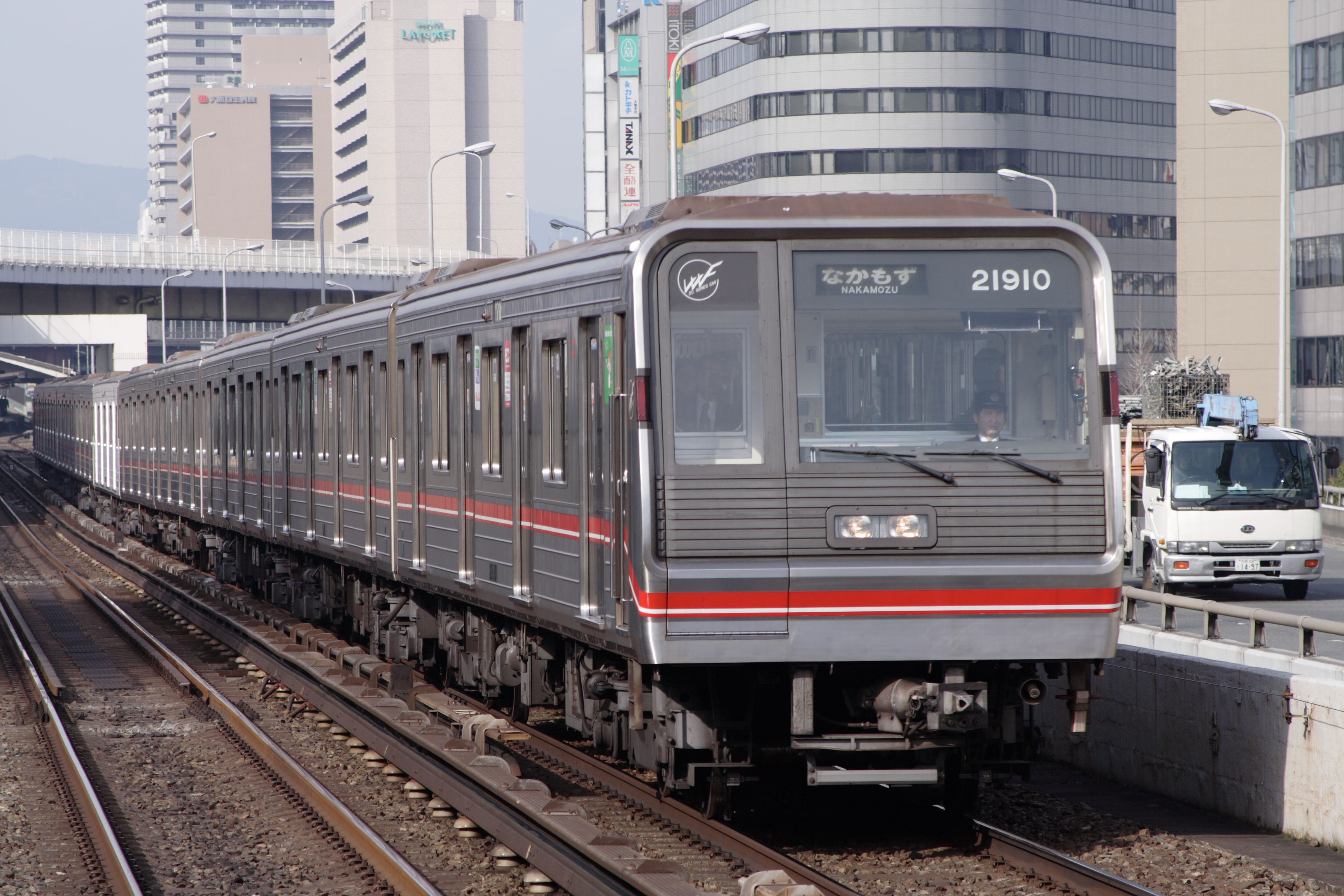
大阪市交通局新20系電聯車

大阪市營地鐵（日语：／ Osaka shiei chikatetsu */?）是日本大阪過往的地下鐵系統，由大阪市交通局營運，是日本首個公營地下鐵系統，旗下有8條路線。其第一條營運路線是1933年通車的御堂筋線梅田至心齋橋間路段。大阪市營地下鐵於2018年4月1日民營化，改制為大阪市高速電氣軌道，通稱「Osaka Metro」（不以日文表記，全為英文）。
大阪市營地下鐵路線總長129.9公里（不含與私營鐵路直通運行、不屬大阪市交通局所擁有的路段和旅客捷運系統），每日平均運量將近292萬人次（2017年統計數字），是日本最繁忙的地下鐵系統之一。

## 歷史
繼東京開通地下鐵之後，1933年（昭和8年）5月20日作為日本最初的公營地下鐵的大阪市營地下鐵1号線--御堂筋線開通，1942年開通四橋線。1960年代是大阪市營地下鐵的高速擴張期，接連開通中央線、谷町線、千日前線和堺筋線。1981年旅客捷運系統路線--南港港城線中埠頭站至住之江公園站開業，服務為大阪灣上的人工島咲洲。
1990年（平成2年）3月20日鶴見綠地線（現：長堀鶴見綠地線）開業。2004年大阪市營地下鐵引入車站編號系統，2005年由大阪港交通系統 (OTS)經營的旅客捷運系統新電車科技港線（ニュートラムテクノポート線，1997年開通，其正式名稱是南港、港區聯絡線），因利用率低迷，由大阪市交通局出面將新電車科技港線整併入南港港城線中，不過宇宙廣場至貿易中心前之間的路線仍由OTS以第三種鐵道事業者身份保有，由大阪市交通局以第二種鐵道事業者方式經營；貿易中心－中埠頭之間的路線與所有的相關設施、車輛，則全都由OTS讓渡給大阪市交通局。2006年大阪市營地下鐵最後一條路線，8号線--今里筋線開通。
从21世纪初开始由于地下鐵和巴士事业恶化，大阪市政府开始推动市交通局和所属公共交通系统民营化，作为大阪市政府行政改革的一环，2017年6月1日大阪市高速電氣軌道株式会社設立，作为大阪市營地下鐵的继承机构。2018年4月1日正式民營化，經營84年的大阪市營地下鐵走入歷史。

## 路線

### 營運路線
| 路線顏色 | 記號 | 路線編號 | 中文線名       | 日文線名 | 起點                   | 終點               | 距離（公里） | 车站數目 | 開通年分 |
| -------- | ---- | -------- | -------------- | -------- | ---------------------- | ------------------ | ------------ | -------- | -------- |
| 紅色     | M    | 1號線    | 御堂筋線       |          | 江坂（M-11）           | 中百舌鳥（M-30）   | 24.5         | 20       | 1933     |
| 紫色     | T    | 2號線    | 谷町線         |          | 大日（T-11）           | 八尾南（T-36）     | 28.3         | 26       | 1967     |
| 藍色     | Y    | 3號線    | 四橋線         |          | 西梅田（Y-11）         | 住之江公園（Y-21） | 11.8         | 11       | 1942     |
| 綠色     | C    | 4號線    | 中央線         |          | 宇宙廣場（C-10）       | 長田（C-23）       | 17.9         | 14       | 1961     |
| 粉紅色   | S    | 5號線    | 千日前線       |          | 野田阪神（S-11）       | 南巽（S-24）       | 12.6         | 14       | 1969     |
| 棕色     | K    | 6號線    | 堺筋線         |          | 天神橋筋六丁目（K-11） | 天下茶屋（K-20）   | 8.5          | 10       | 1969     |
| 淺綠色   | N    | 7號線    | 長堀鶴見綠地線 |          | 大正（N-11）           | 門真南（N-27）     | 15.0         | 17       | 1990     |
| 橙色     | I    | 8號線    | 今里筋線       |          | 井高野站（I-11）       | 今里（I-21）       | 11.9         | 11       | 2006     |
| 水藍色   | P    | —        | 南港港城線     |          | 宇宙廣場(P-09)         | 住之江 公園(P-18)  | 7.9          | 10       | 1981     |

### 路線規格
大阪市營地下鐵全部路线皆为標準軌（軌距1435mm）。供电方面1~5號線採用直流750V第三軌供電，6~8號線採用直流1500V架空電車線供电，南港港城線直流600V。

### 直通运转
1. 江坂站：至北大阪急行電鐵箕面萱野站直通運轉。
2. 長田站：至近鐵京阪奈線學研奈良登美丘站直通運轉。
3. 天神橋筋六丁目站：至阪急京都本線高槻市站（早晚一部份急行、快速急行至河原町站），以及阪急千里線北千里站直通運轉。

### 延伸線
此外，大阪市營地鐵還有四條延伸線和一條新的路線正在計劃興建。
| 路線顏色 | 記號 | 路線編號 | 路線名         | 起點   | 終點                    | 距離（公里） | 车站數目 |
| -------- | ---- | -------- | -------------- | ------ | ----------------------- | ------------ | -------- |
|          | Y    | 3号線    | 四橋線         | 西梅田 | 十三                    | 約2.9 km     |          |
|          | S    | 5号線    | 千日前線       | 南巽   | 東大阪市弥刀方向        |              |          |
|          | N    | 7号線    | 長堀鶴見綠地線 | 大正   | 大正區鶴町方向          | 5.5 km       |          |
|          | I    | 8号線    | 今里筋線       | 今里   | 湯里六丁目站（暫定名）* | 6.7 km       |          |

#### 新規劃路線
| 記號 | 路線號碼 | 路線名             | 區間                                          | 里程 | 車站數目 |
| ---- | -------- | ------------------ | --------------------------------------------- | ---- | -------- |
|      | 9號線    | 敷津長吉線（暫稱） | 住之江公園 - 湯里六丁目站（暫稱）* - 喜連瓜破 |      |          |

## 車費
大阪市營地下鐵按照車程距離計算，兒童（6-12歲）及成人（12歲以上）票價不同，以下為2017年4月1日改定票價，民營化後2019年10月1日已調漲。
| 車程距離   | 車費                              |
| ---------- | --------------------------------- |
| 1–3 公里   | - 成人: 180 日圓 - 小童: 90 日圓  |
| 3–7 公里   | - 成人: 230 日圓 - 小童: 120 日圓 |
| 7–13 公里  | - 成人: 280 日圓 - 小童: 140 日圓 |
| 13–19 公里 | - 成人: 320 日圓 - 小童: 160 日圓 |
| 19–25 公里 | - 成人: 370 日圓 - 小童: 190 日圓 |

## 車輛
關西地區的鐵路營運商通常只向一家車輛製造商下訂單，但大阪市營地下鐵作為公共運營商，維持招標制度，1990年代以前主要供應商有6間（ALNA工機・川崎重工・近畿車輛・東急車輛・日本車輛・日立製作所），1990年代之後則主要是川崎重工和近畿車輛製造。大阪市營地下鐵列車的啟動加速度為2.5公里/小時/秒，是日本地鐵中最低的之一。
日本地下铁为了与其他铁路运营商的路线直通运转，列车必须符合其他路线的規格，导致地下铁自身各路线间规格不同；但大阪市營地下鐵直到堺筋線开通前都没有直通运转路线，导致大阪市營地下鐵的第三軌供电路线有规格相对统一的车辆。

### 結束營業時車輛

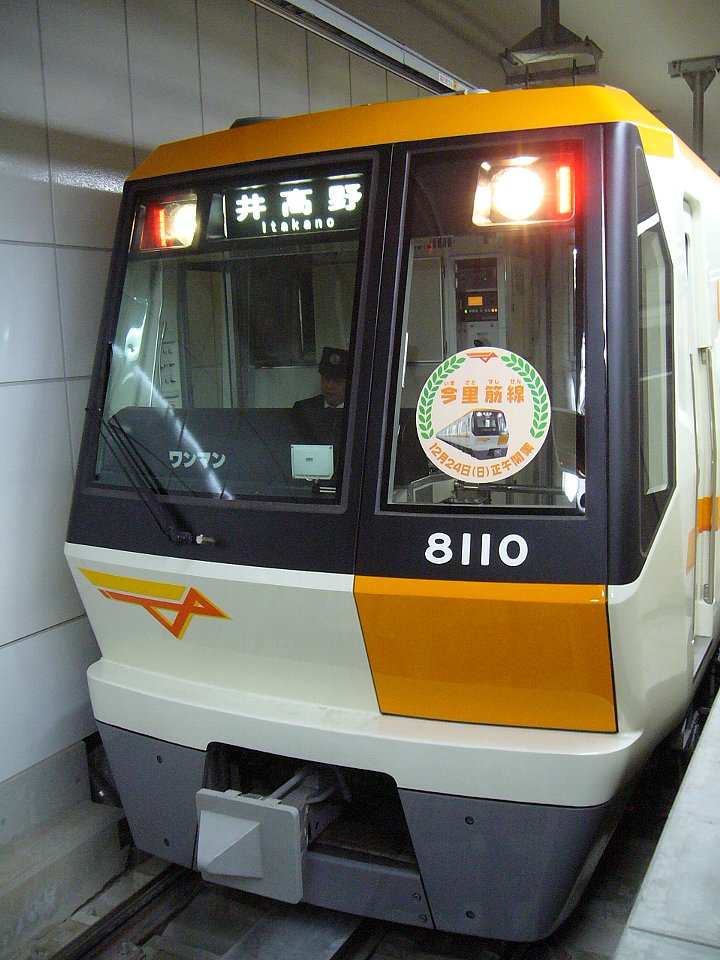
大阪市交通局80系系電聯車電車車頭（今里筋線）

| 系列                                   | 图像 | 摘要                                                                                      |
| -------------------------------------- | ---- | ----------------------------------------------------------------------------------------- |
| 10系                                   |      |                                                                                           |
| 20系                                   |      | 中央線用（过去谷町線曾使用） 第三軌供电                                                   |
| 新20系（21系・22系・23系・24系・25系） |      | 21系：御堂筋線用 22系：谷町線用 23系：四橋線用 24系：中央線用 25系：千日前線用 第三軌供电 |
| 66系                                   |      | 堺筋線用 架空電車線供电                                                                   |
| 70系                                   |      | 長堀鶴見緑地線用 架空電車線供电                                                           |
| 80系                                   |      | 今里筋線・長堀鶴見緑地線用 架空電車線供电                                                 |
| 30000系                                |      | 御堂筋線・谷町線用 第三軌供电 2009年3月18日運行開始。                                     |

### 除役车辆

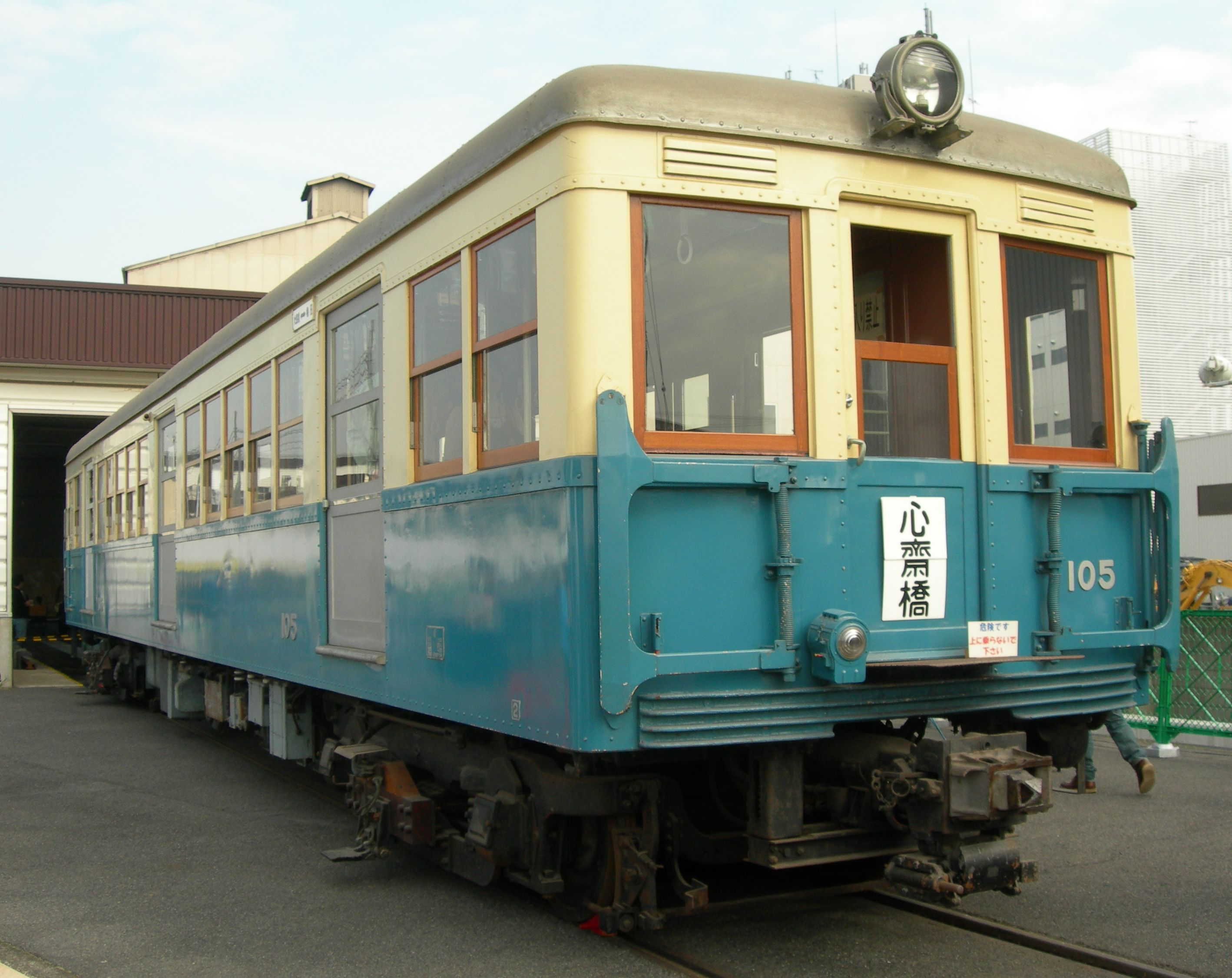
100形
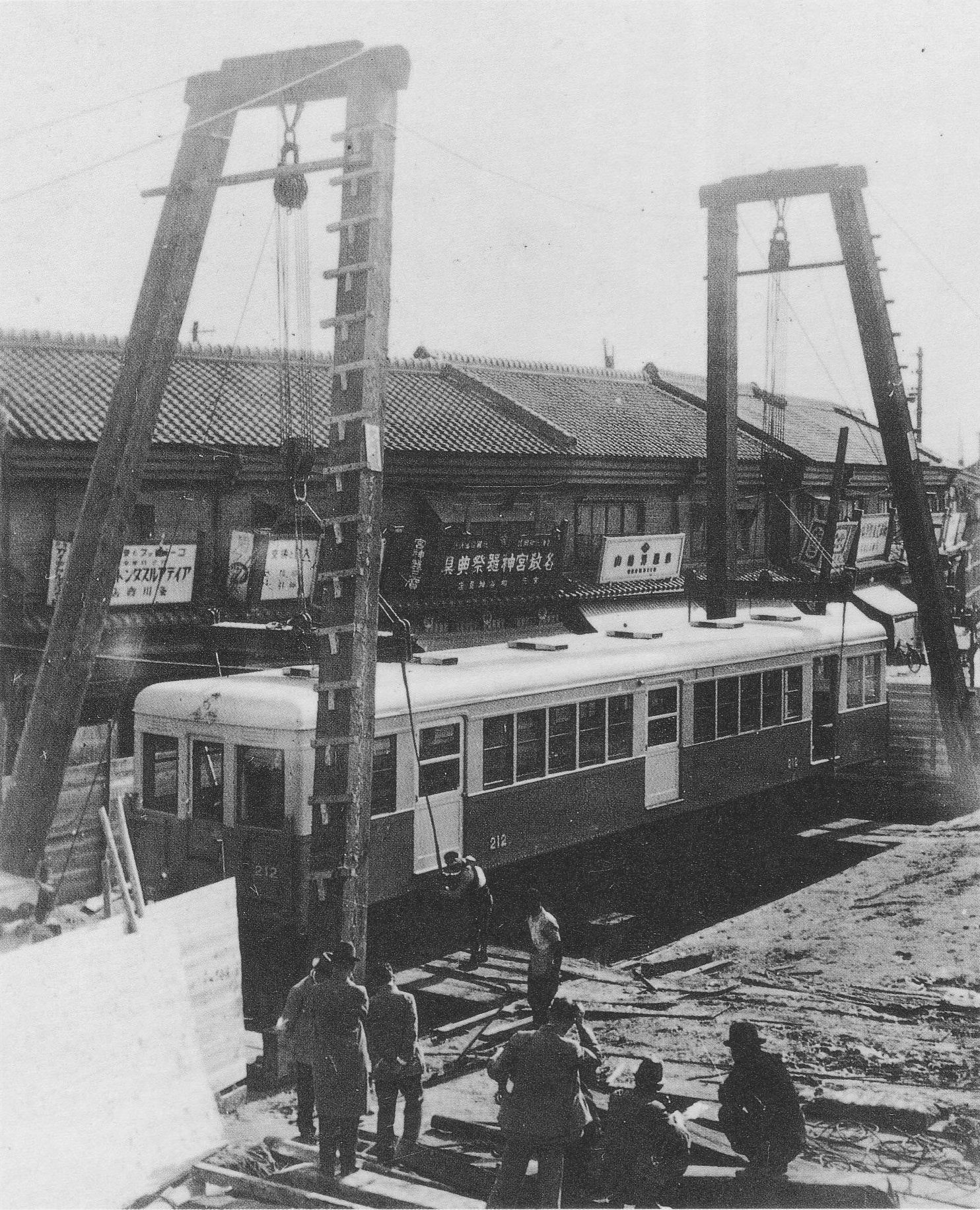
200形
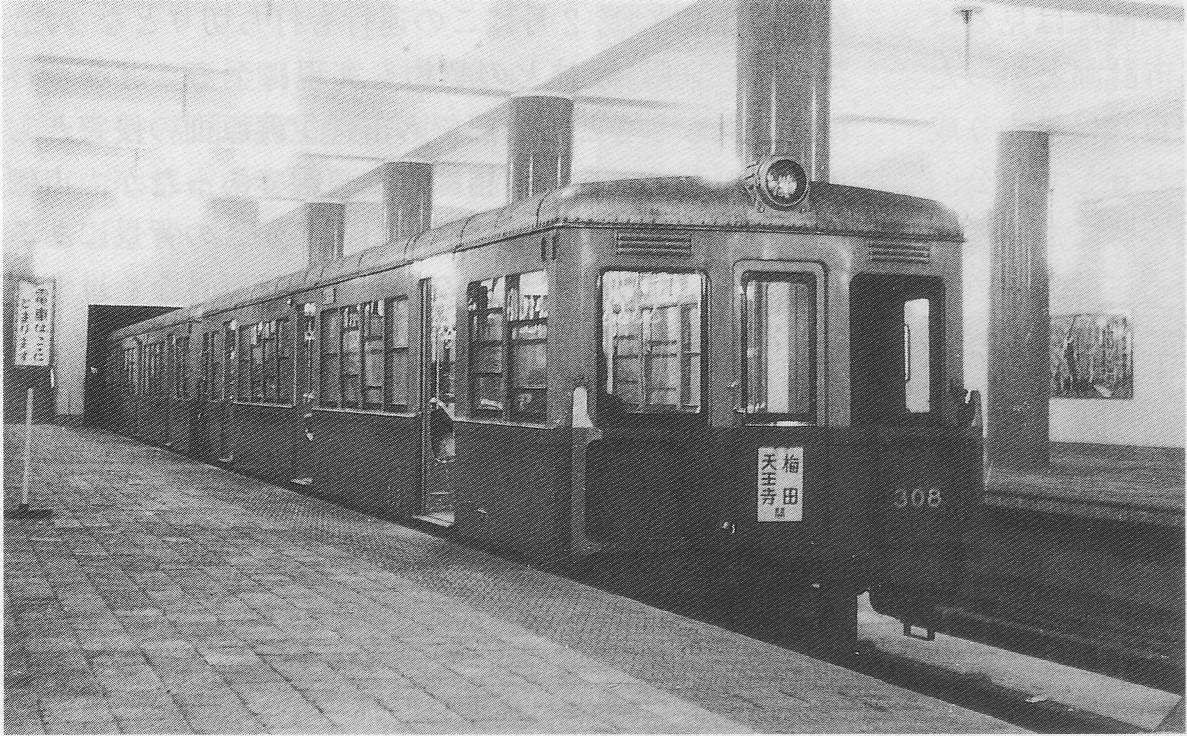
300形
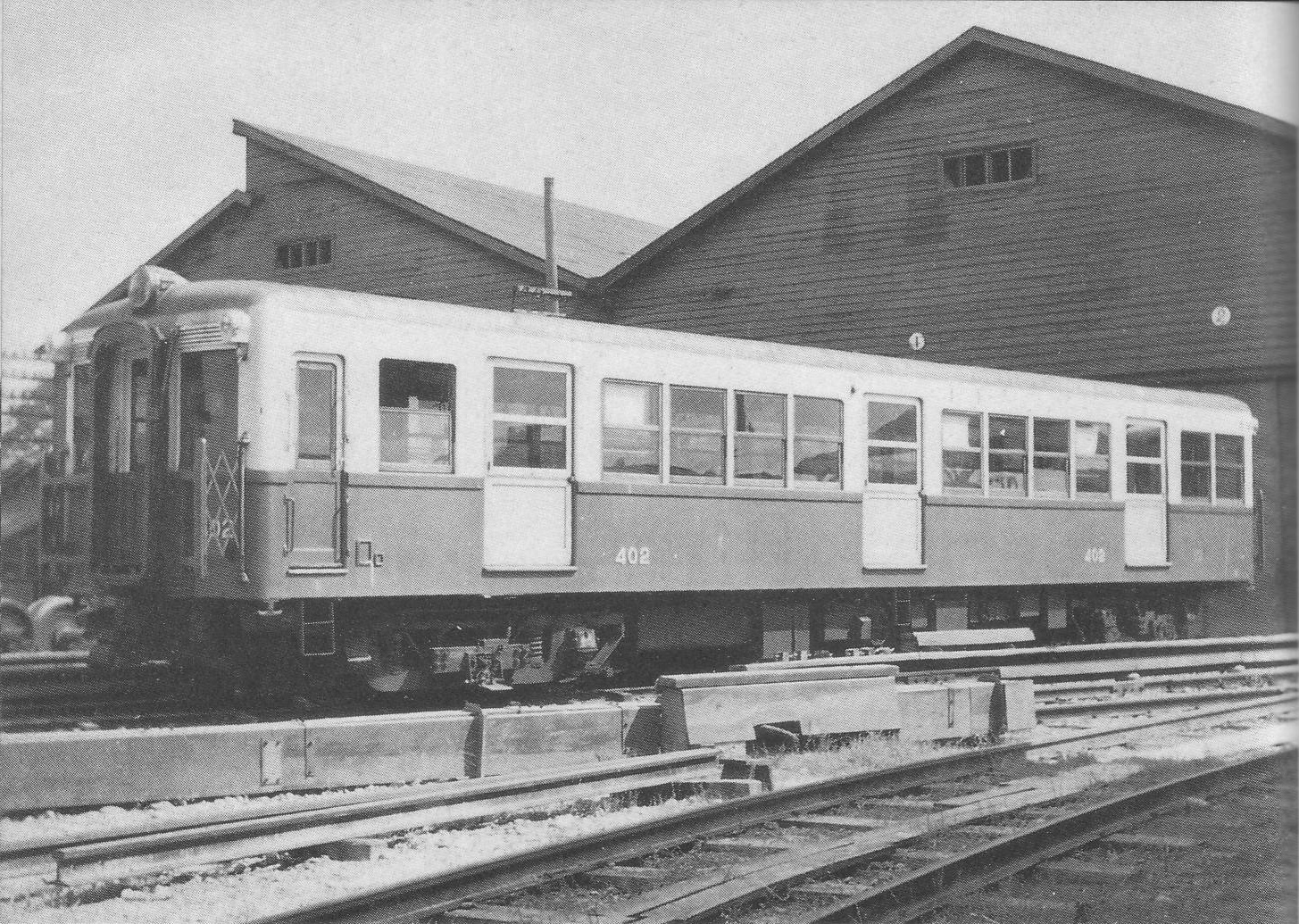
400形
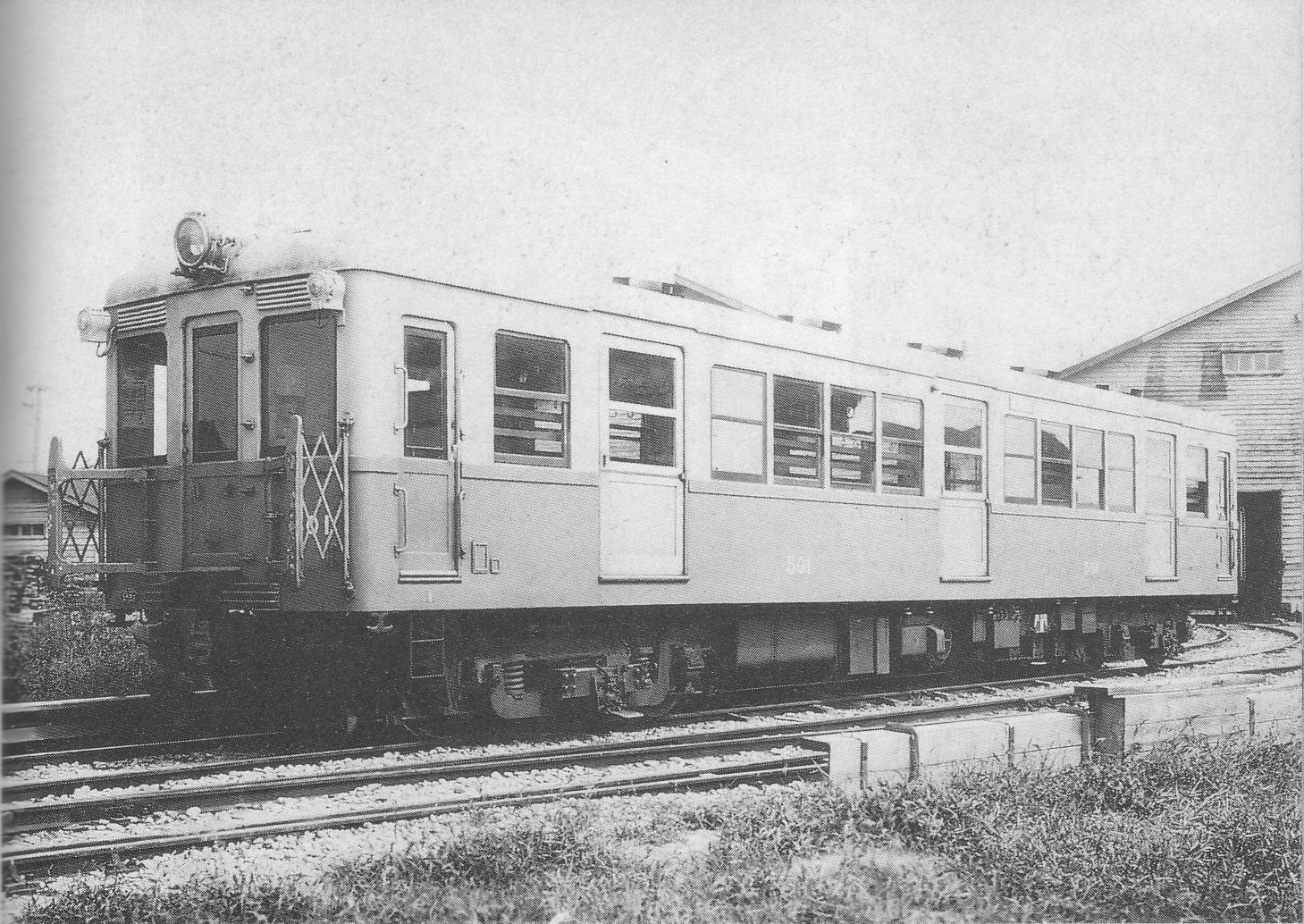
500形
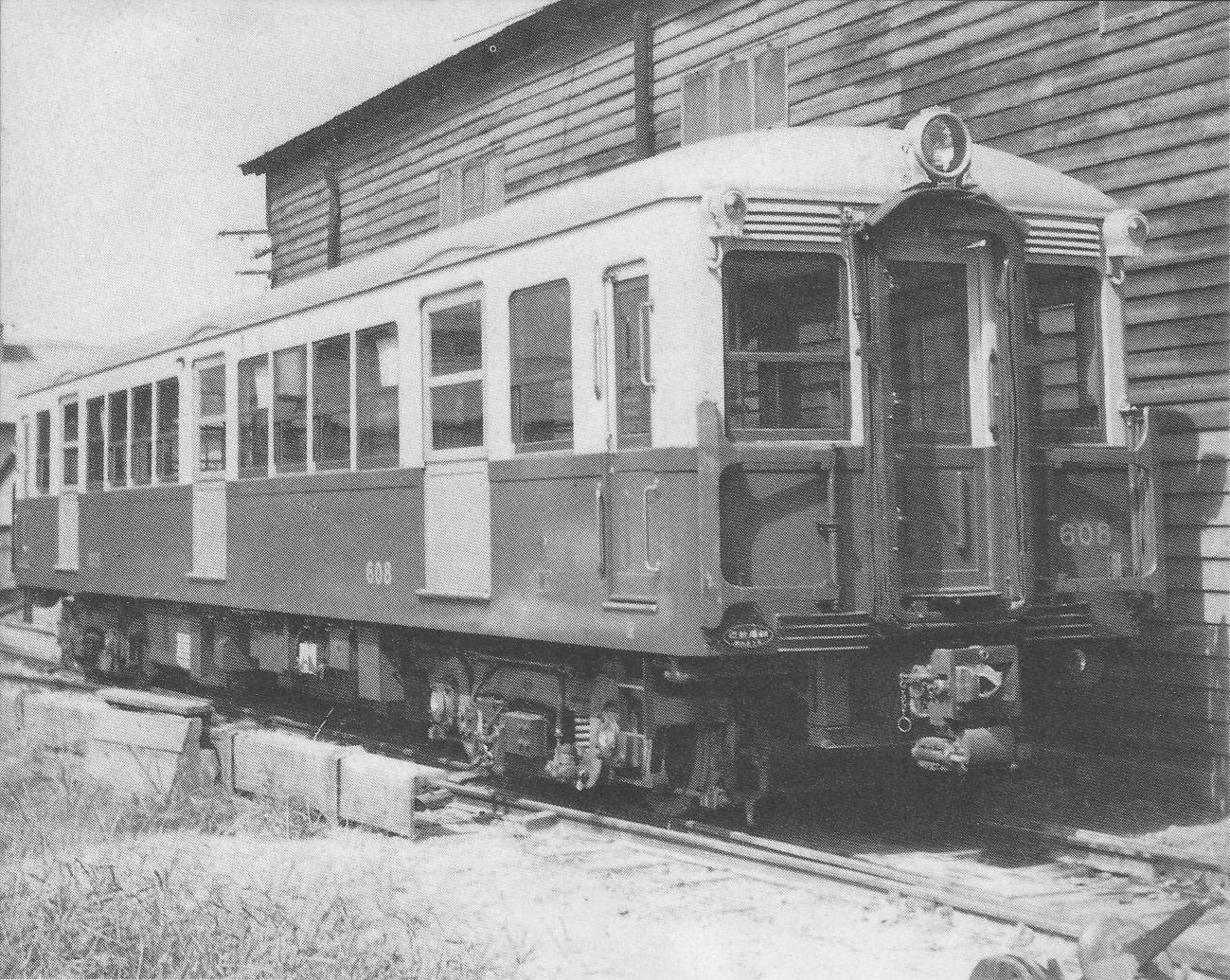
600形
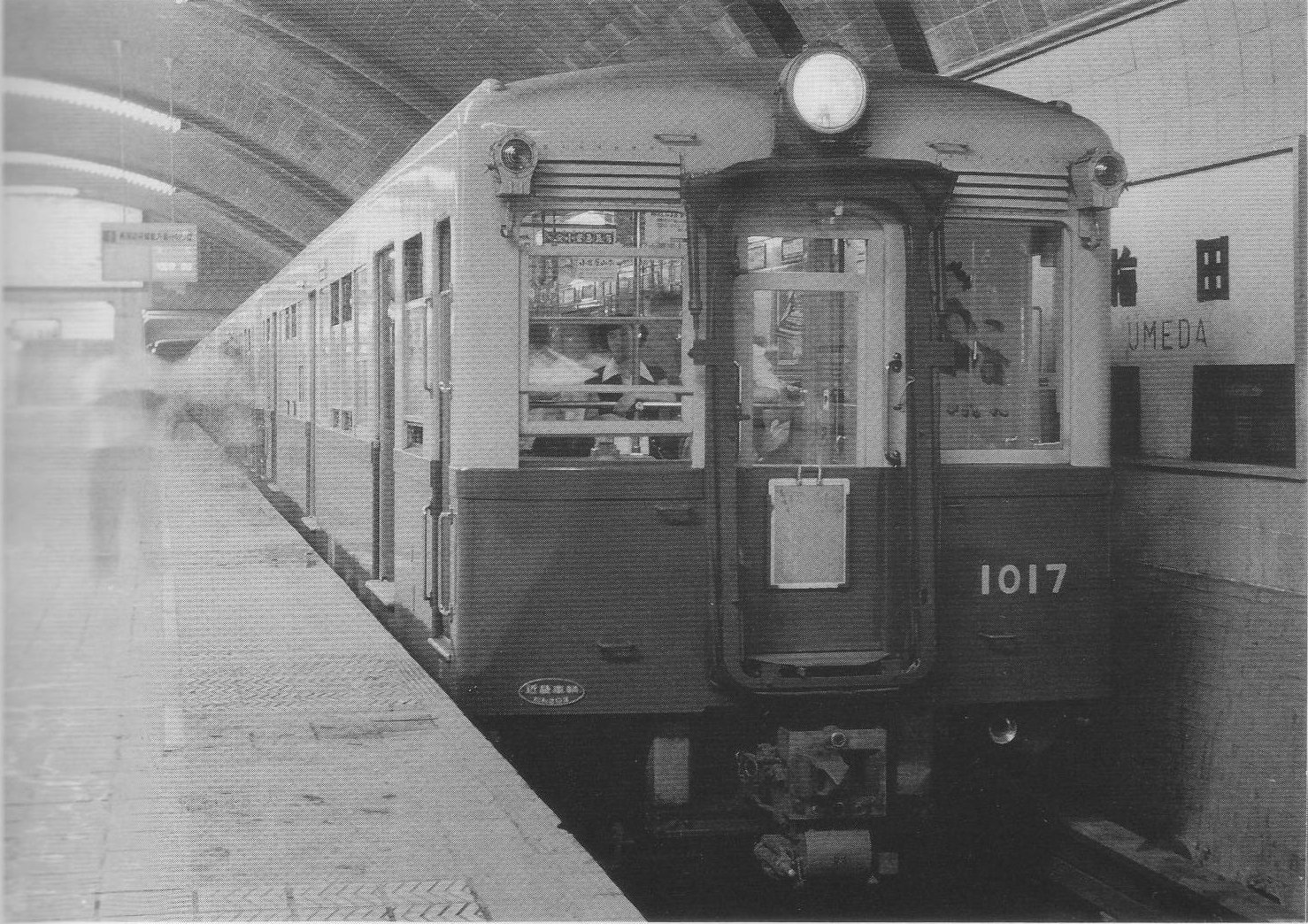
1000形
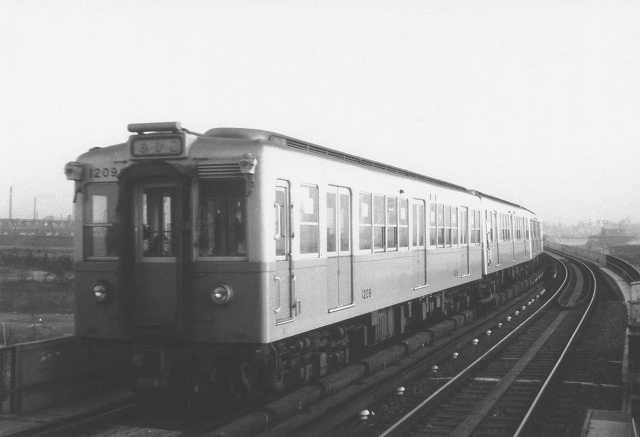
1200形
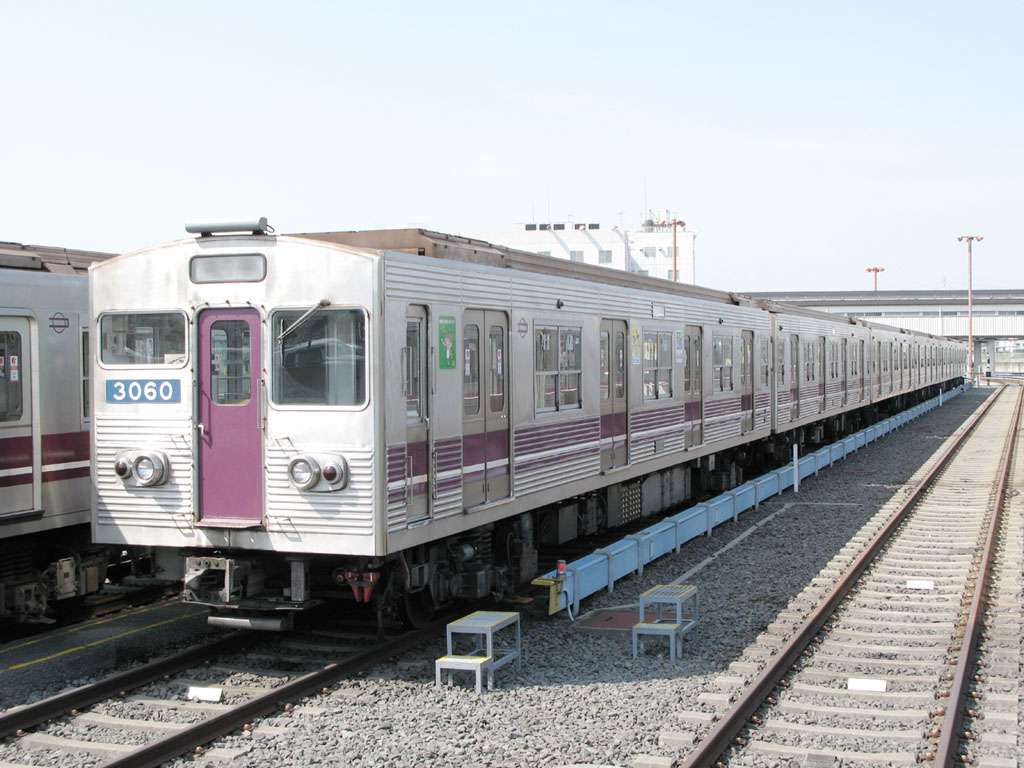
30系
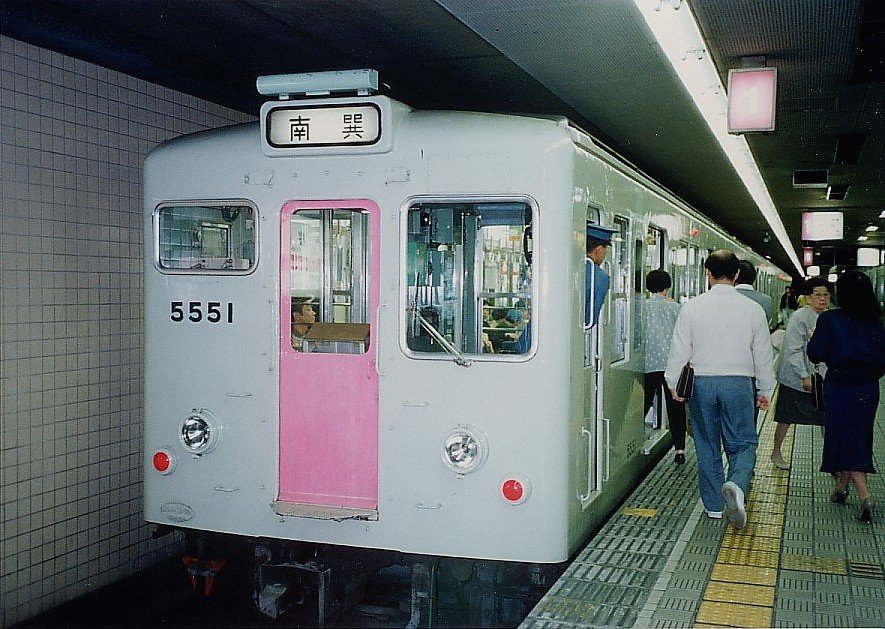
50系
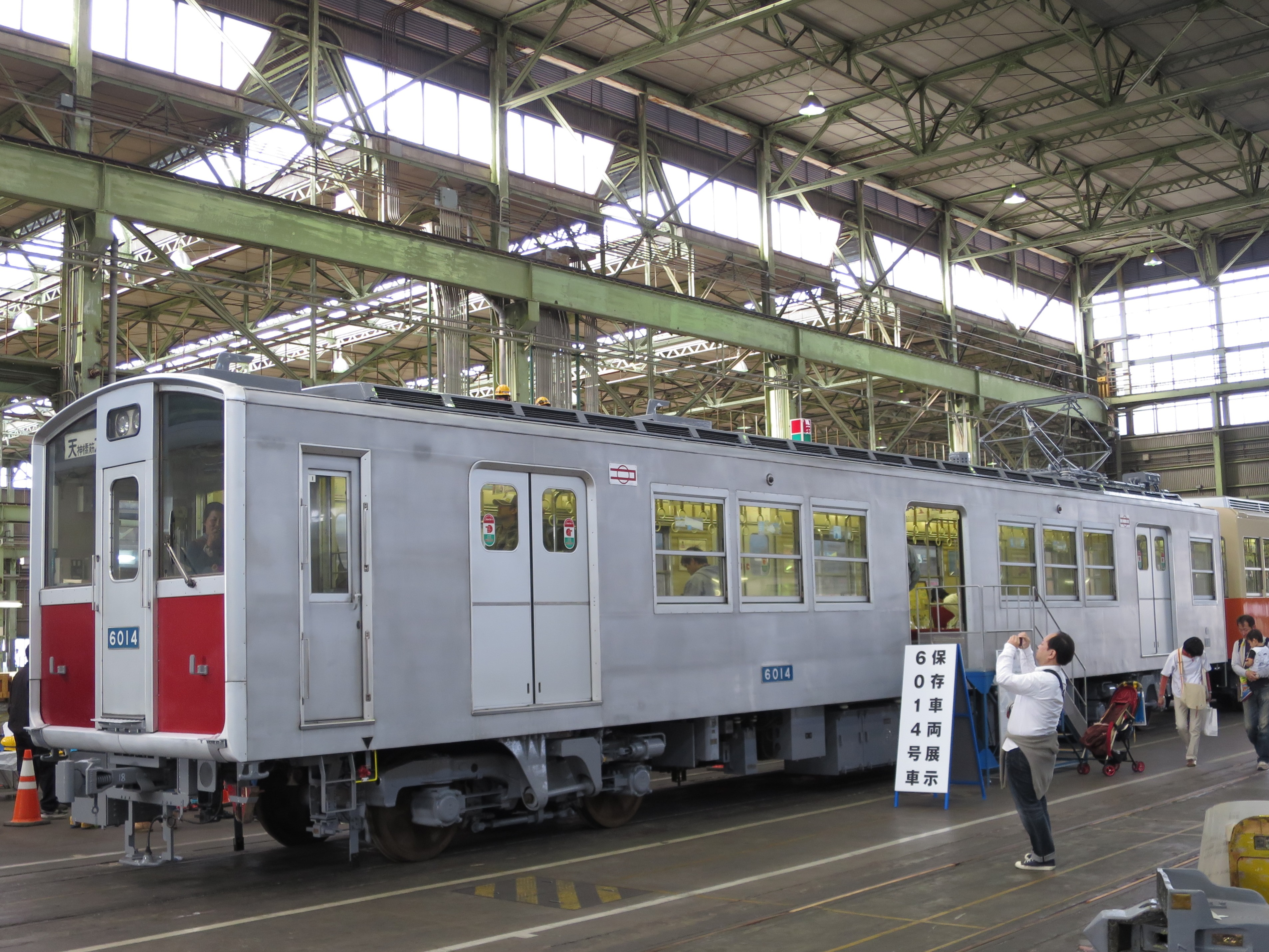
60系

- 大阪市營地下鐵過去使用的車輛：
  - 100形（初代）（日语：大阪市電気局100形電車）
  - 200形（初代）（日语：大阪市電気局200形電車）
  - 300形（日语：大阪市電気局300形電車）
  - 400形（日语：大阪市電気局400形電車）
  - 500形（日语：大阪市交通局500形電車）
  - 600形（日语：大阪市交通局600形電車）
  - 1000形（日语：大阪市交通局1000形電車）
  - 1100形（日语：大阪市交通局1100形電車）（100形第2代）
  - 1200形（日语：大阪市交通局1200形電車）（200形第2代）
  - 800形（日语：大阪市交通局6000形電車）（舊6000形）
  - 900形（日语：大阪市交通局6000形電車）（舊6100形）
  - 30系（日语：大阪市交通局30系電車）
  - 50系（日语：大阪市交通局5000形電車）（舊5000形）
  - 60系（日语：大阪市交通局60系電車）

## 民营化
大阪市營地下鐵曾长期亏损，自2005財年才實現盈利，是44年來首次實現淨盈餘，到2010年大阪市營地下鐵的累計赤字已消除，是日本九個公营地下鐵中首个实现清偿债务的，另外过去御堂筋线一线支持整个系统的不健康经营现象也逐渐解除。大阪市營地下鐵经营改善得益于民营化的推动，包括大阪市營地下鐵在内的大阪市交通局所属公共交通事业的民营化提议于2006年提出，当時的大阪市長關淳一认为民营化是解决市公共交通经营恶化的方法之一，然而，關淳一在2007年的市長選舉中落敗，其繼任者平松邦夫宣布，交通局暫時仍為地方公營法人，并在任期内推动住民投票决定交通局去向。
2010年大阪曾提出以上下分離的方式民营化，即交通局保留设施，成立民营公司负责运营，但2011年时任市长橋下徹提出的民营计划没有上下分離的规划，并计划2015年完成民营化，但此后民营化相關提案不斷被市議會否決。2016年大阪公車部門陷入虧損，2017年大阪市再次向市議會提交了民营化的提案，同年4月28日舉行的市議會全體會議上，在大阪維新會、自民黨、公明黨支持下，民营化的提案获得市议会多數票通過，並決定自2018年4月起，將大阪市營地下鐵设施与運營移交給大阪市高速電气軌道。

## 意外
1970年4月8日，谷町線的天神橋筋六丁目站在施工期間發生了氣體爆炸事件，爆炸产生了10多米高的火柱，並毀壞了495座房屋和建築物。造成79人死亡，420人受傷，原因是氣體從分離接頭中洩漏，填滿隧道釀成爆炸。

## 外部連結
- 大阪市交通局